# Hydroclada antigona
Hydroclada antigona är en fjärilsart som beskrevs av Edward Meyrick 1889. Hydroclada antigona ingår i släktet Hydroclada och familjen snigelspinnare. Inga underarter finns listade i Catalogue of Life.